# Ariège (folyó)
Az Ariège folyó Franciaország területén, a Garonne  jobb oldali mellékfolyója.

## Földrajzi adatok
A folyó Ariège megyében, Perpignantól 90 km-re keletre, a Pireneusokban ered 2470 méterrel a tengerszint felett, és Toulouse-tól 10 km-re délre torkollik a Garonne-ba. A vízgyűjtő terület nagysága 4135 km², hossza 163,2 km. Átlagos vízhozama 76,4 m³ másodpercenként. 
Mellékfolyói az Oriège, az Aston, a Vicdessos, a Lèze és az Hers-Vif. Nem hajózható. Egy megye névadója.

## Megyék és városok a folyó mentén
- Ariège: Foix, Pamiers
- Haute-Garonne: Auterive